# Lenguas semíticas occidentales
Las lenguas semíticas occidentales son uno de los 2 subgrupos de las lenguas semíticas. Un análisis extensamente aceptado, apoyado por estudiosos del semítico como Robert Hetzron y Juan Huehnergard, divide la familia de las lenguas semíticas en dos ramas: oriental (actualmente extinta) y occidental.
La rama oriental consiste en las lenguas extintas de Ebla (eblaíta) y de Akkad (acadio). La rama occidental consiste en subgrupos bien definidos: etiópico (al sur), árabe y semítico del noroeste; este último incluye el hebreo, el arameo y el ugarítico. 
Los dos primeros: el etiópico al sur y el árabe, demuestran con detalle características comunes y se agrupan a menudo como semítico del sur. La clasificación correcta del árabe con el resto de lenguas semíticas se discute. Hetzron y Huehnergard lo colocan con las lenguas del noroeste del semítico, para formar el semítico central.
Algunos estudiosos del semítico siguen prefiriendo una clasificación más antigua basada en la característica distintiva de los plurales quebrados.

## Clasificación interna
Las lenguas semíticas occidentales se dividen así:
- Semítico central
  - Semítico noroccidental
    - Ugarítico
    - Arameo
    - Cananeo

  - Semítico suroccidental (arábigo)
- Semítico meridional
  - Lenguas sudarábigas
  - Lenguas etiópicas

## Comparación léxica
Los numerales en diferentes lenguas semíticas centrales:
| GLOSA | PROTO- SEMÍTICO CENTRAL | Semítico meridional | Semítico meridional | PROTO- SEMÍTICO OCCIDENTAL |
| GLOSA | PROTO- SEMÍTICO CENTRAL | PROTO- SUDARÁBIGO   | PROTO- ETIÓPICO     | PROTO- SEMÍTICO OCCIDENTAL |
| ----- | ----------------------- | ------------------- | ------------------- | -------------------------- |
| '1'   | *ʔaḥad                  | *tʼād               | *ḥad-               | *ḥad-                      |
| '2'   | *ṯināyin                | *ṯəroh              | *kɨlʔ-              | *ṯin-                      |
| '3'   | *ṯalāṯ                  | *śāṯayt             | *śalas              | *śalāṯ                     |
| '4'   | *ʔarbaʕ                 | *ʔarbaʕ             | *ʔarbaʕ             | *ʔarbaʕ                    |
| '5'   | *ḫamša                  | *ḫəmmoh             | *ḫams-              | *ḫamš-                     |
| '6'   | *šiṯṯa                  | *šdīt               | *sidsis-            | *šidṯ-                     |
| '7'   | *šabʕa                  | *šābaʕ              | *sabʕa              | *šabʕa                     |
| '8'   | *ṯamānya                | *ṯamāni             | *samān              | *ṯamān-                    |
| '9'   | *tišʕa                  | *saʕ                | *tisʕ-              | *tišʕa                     |
| '10'  | *ʕaśr(a)                | *ʕāśər              | *ʕaśir              | *ʕaśr                      |
En la tabla anterior se ha usado la transcripción semitológica /ḥ, ṯ, ś, š, ḫ/ para las fricativas que usualmente se escriben mediante AFI como /ħ, θ, ɬ, ʃ, x/.